# Полтавка (Приморський край)
Полтавка — село в Октябрському районі Приморського краю. Входить до Новогеоргіївського сільського поселення.

## Географія
Село Полтавка розташоване між річками Гранітна та Раздольна.
Відстань автошляхами до Новогеоргіївки (на захід) близько 6 км, відстань до районного центру села Покровка близько 31 км.
Дорога до села Полтавка йде на північний захід від села Покровка по лівому березі річки Роздольна через села Синельникове-1, Чернятин, від Новогеоргіївки по мосту через річку Раздольна.
Від автодороги між селами Новогеоргіївка та Полтавка на південь йде дорога до села Костянтинівка.

## Економіка
- Жителі займаються сільським господарством.
- Полтавка розташована в прикордонній зоні, до кордону з Китаєм близько 2 км, діє пункт пропуску через державний кордон, митниця.